# Лебідь малий
Ле́бідь мали́й, або тундро́вий (Cygnus bewickii) — водоплавний птах родини качкових. Один з 7-ми (за іншими джерелами, 6-ти) видів роду; один з 3-х видів роду у фауні України. Інколи лебедя малого розглядають як підвид чорнодзьобого лебедя.

## Опис

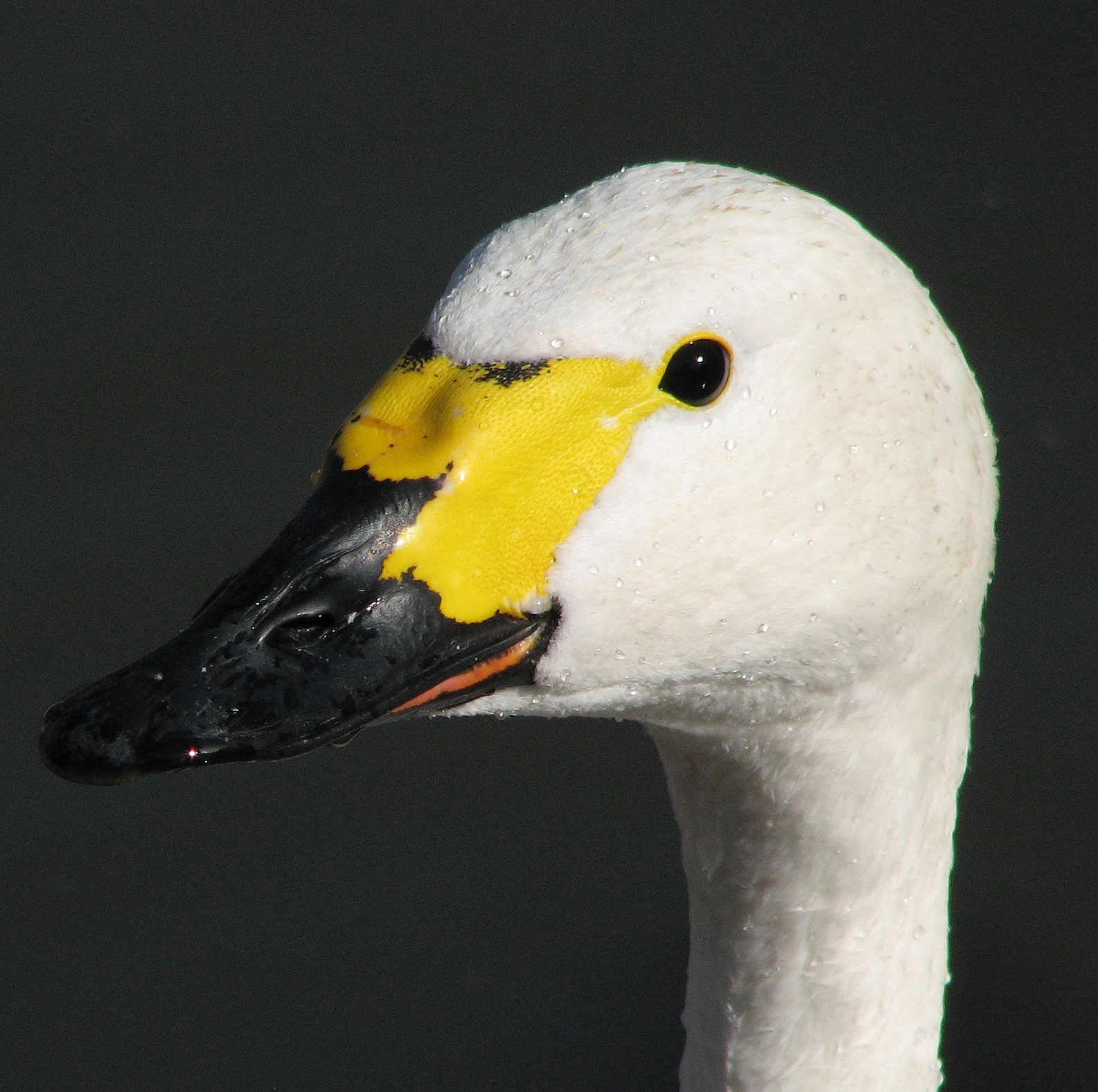
Відмінною рисою є забарвлення дзьоба

Маса — 4,9–6,5 кг, довжина тіла — 107−132 см, розмах крил — 173—200 см. Дорослий птах білий з чорними лапами та двоколірним дзьобом (основа жовта, від ніздрів до кінця — чорний, межа між кольорами проходить під прямим кутом). Від лебедя-кликуна відрізняється меншими розмірами та дещо коротшою шиєю, а дорослий птах від дорослого цього виду — також формою жовтої плями на дзьобі. Молодий птах попелясто-сірий; дзьоб жовтувато-бурий або червонувато-бурий; повністю білого оперення набуває на третьому році життя.
Від лебедя-кликуна відрізняється меншими розмірами та дещо коротшою шиєю, а дорослий від дорослого цього виду — також формою жовтої плями на дзьобі.

## Поширення
Гніздиться в тундровій смузі Євразії, на островах Колгуєв, Вайгач, Південна (Нова Земля). Зимує на Британських островах, північно-західному узбережжі Європи (Нідерланди, Німеччина), південному узбережжі Каспійського моря, на узбережжі Південно-східній Азії (Японія, Китай). В Україні не гніздиться. Окремі особини зимують на північному узбережжі Азовського моря (Молочний лиман, Обитічна затока). Відомі зальоти у Полтавську, Волинську та інші області.

## Чисельність і причини її зміни
Чисельність зимуючих птахів в межах Європи становить понад 23 тис. ос. В Україні чисельність незначна. На прольоті та на зимівлі трапляється окремими групами по 3–5, зрідка до 20 ос. На чисельність впливають господарське освоєння тундри та браконьєрство.

## Особливості біології
Гніздиться на озерах низинних тундр, у рослинному покриві яких домінують осоки. Моногам, пари утворюються на 2—4 році життя та є постійними. Кладка з 1—5 яйця. Насиджування триває 29—30 днів. Пташенята виводкового типу, вкриті білодо-сірим пухом. Через 40—45 днів молоді лебеді вже можуть літати. На зимівлі тримається разом з іншими видами лебедів, рідше — окремими зграями та сімейними групами на відкритих солоних водоймах. Відлітає з місць зимівлі у березні (в цей час трапляється у внутрішній частині України). Під час перельотів зупиняється на великих водоймах, у заплавах річок, в береговій зоні моря. В Україні у другій половині ХХ ст. зареєстрований тільки на узбережжі Азовського моря. Живиться переважно рослинною їжею.

## Охорона
Включено до Червоної книги України (1994, 2009), Боннської (Додатки І та ІІ) та Бернської (Додаток ІІ) конвенцій, переліку заборонених для полювання видів в Україні. Охороняється разом з іншими водоплавними птахами у заказниках загальнодержавного значення «Молочний лиман» та «Обитічна коса».